# Associação Atlética Saltense
A Associação Atlética Saltense é uma agremiação brasileira da cidade de Salto, do estado de São Paulo. Fundada em 29 de março de 1936, suas cores são azul, vermelha e branca e participou de 26 campeonatos estaduais. Nos dias atuais, encontra-se licenciada da Federação Paulista de Futebol.

## História
A Associação Atlética Saltense é o clube de futebol mais antigo da cidade, além de ser a equipe que mais vezes disputou o Campeonato Paulista representando Salto. Se profissionalizou em 1954, quando disputou a Terceira Divisão (atual A3), e se manteve na jornada até o ano de 1964.
Depois de uma longa paralisação entre os anos de 1965 e 1975, o time saltense ressurgiu na Terceira Divisão do ano de 1976 e, entre os anos de 1982 e 1986 chegou ao seu melhor desempenho, quando disputou a Segunda Divisão (atual A2). A última participação do clube foi na Série B (Quarta Divisão), em 2008, após uma parceria com a Uni Sant'Anna, instituição de ensino superior de São Paulo. Seu mais aguerrido rival é o Guarani Saltense Atlético Clube, fundado apenas dois anos depois.

## Estatísticas

### Participações
| Competição         | Temporadas | Melhor campanha    | Anos                                                          | A | R |
| Série A2           | 6          | Sem dados          | 1959 e 1982-1986                                              | – | 2 |
| Série A3           | 17         | Sem dados          | 1954-1958, 1960-1964, 1976, 1980-1981, 1988, 1990-1991 e 1993 | 2 | 1 |
| Segunda Divisão    | 3          | Sem dados          | 1977, 1979 e 2008                                             | 1 | 1 |
| Série B2 (extinta) | 1          | ?º colocado (1978) | 1978                                                          | – | – |